# Chris Haslam (Skateboarder)

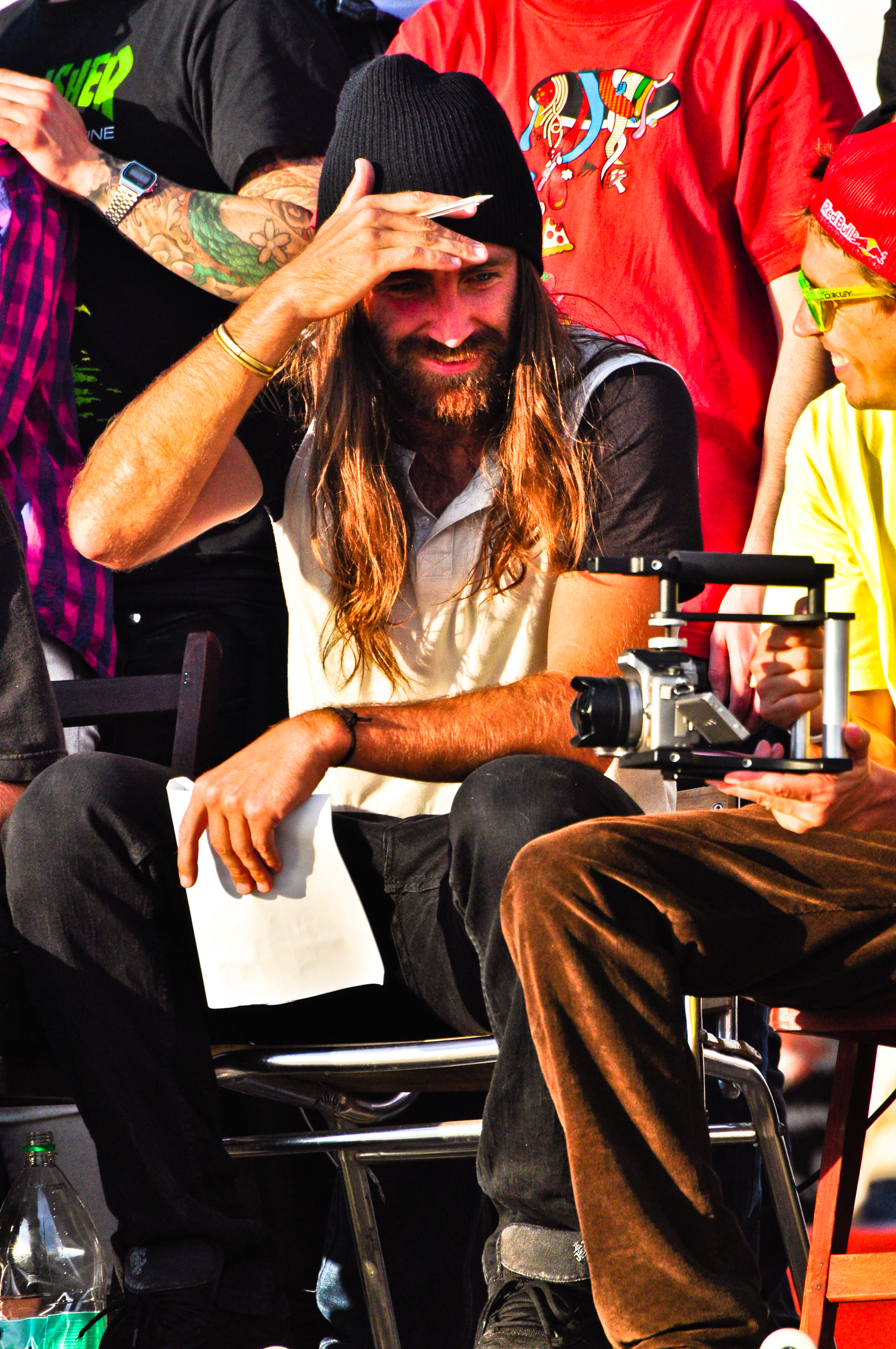
Chris Haslam 2011 in Uruguay

Chris Haslam (* 19. Dezember 1980) ist ein kanadischer Skateboarder und Bassspieler, der nun in San José wohnt.

## Biografie
Haslam hat im Alter von 13 Jahren angefangen zu skaten, während er mit seinen Eltern in Singapur lebte.
Er ist weit bekannt wegen seines revolutionierenden Skatens und seiner umfangreichen Vielfalt an innovativen Tricks und wird oft mit Daewon Song oder Rodney Mullen in Verbindung gebracht.
Haslam erlangte Aufmerksamkeit und Beliebtheit seit dem Almost: Round Three Video. Chris gewann die siebten alljährlichen Transworld Skateboarding Awards im Jahre 2005. Im August 2006 wurde er Gewinner des Vs 411VM Wettbewerbes. Das war ein Wettbewerb, bei dem einige Skater von der Öffentlichkeit gewählt wurden und einige Tricks vorführten. Die Gewinner jedes Einzellaufes kamen in die nächste Runde. Im Jahre 2006 wurden Chris Haslam und Daewon Song in dem Almost Skateboards Video Cheese and Crackers gezeigt, ein Video, das die Zwei beim zusammen skaten in einer Miniramp zeigte. Seine aktuellen Sponsoren sind Almost Skateboards, Independent Trucks, Bones Wheels, Dakine und Globe Shoes.
Im April 2007 hatte Haslam einen Part in Momentums Debütvideo Un Momentum (por favor). Er war außerdem der Star des Minivideos United By Fate Part 2 von Globe Shoes und ist ein spielbarer Charakter in EA’s Skateboarding-Videospielen Skate, Skate 2 und Skate 3 für Xbox 360 und PS3.